# Fushimi Inari-Taisha

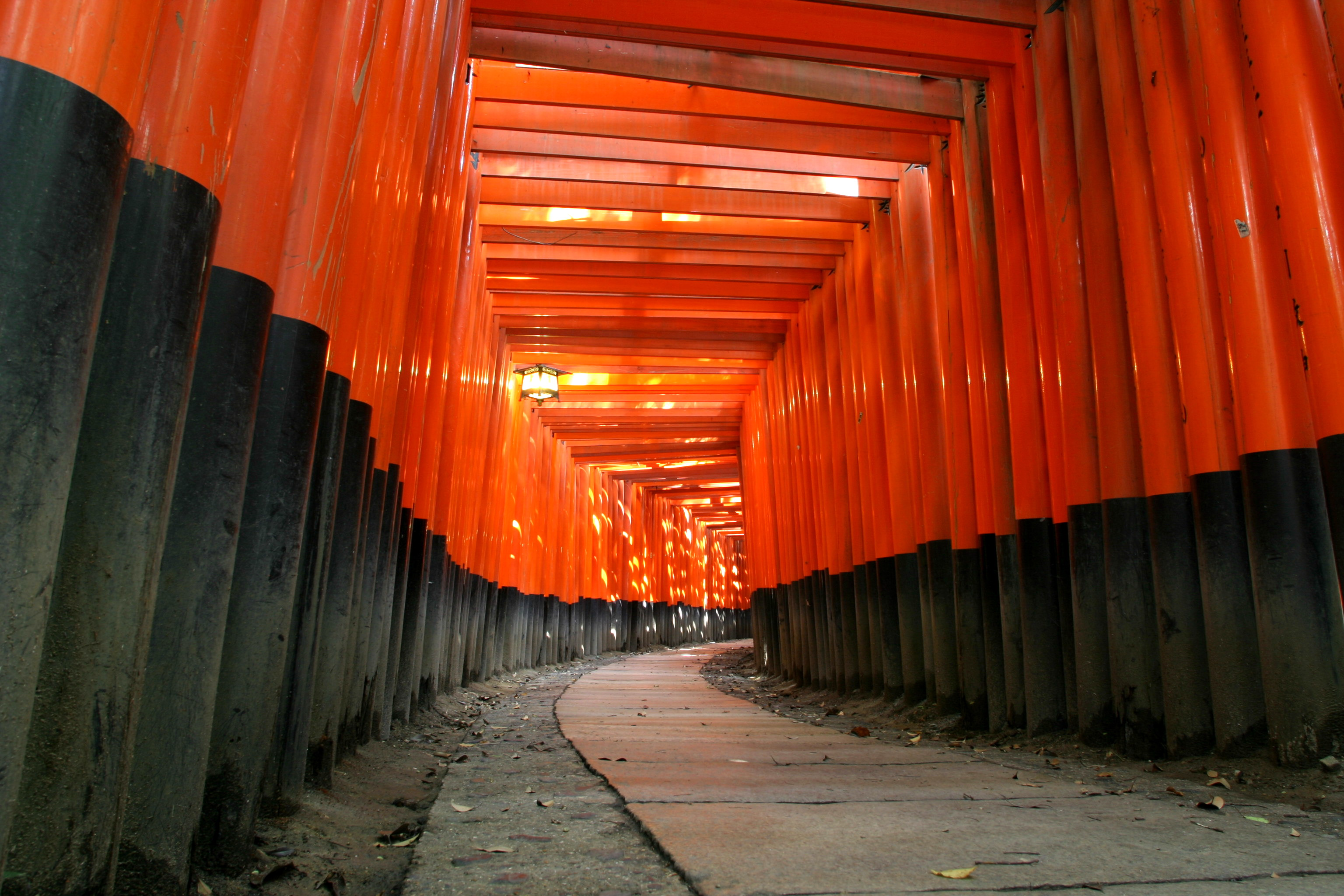
Einer der Torii-Wege, Innenansicht

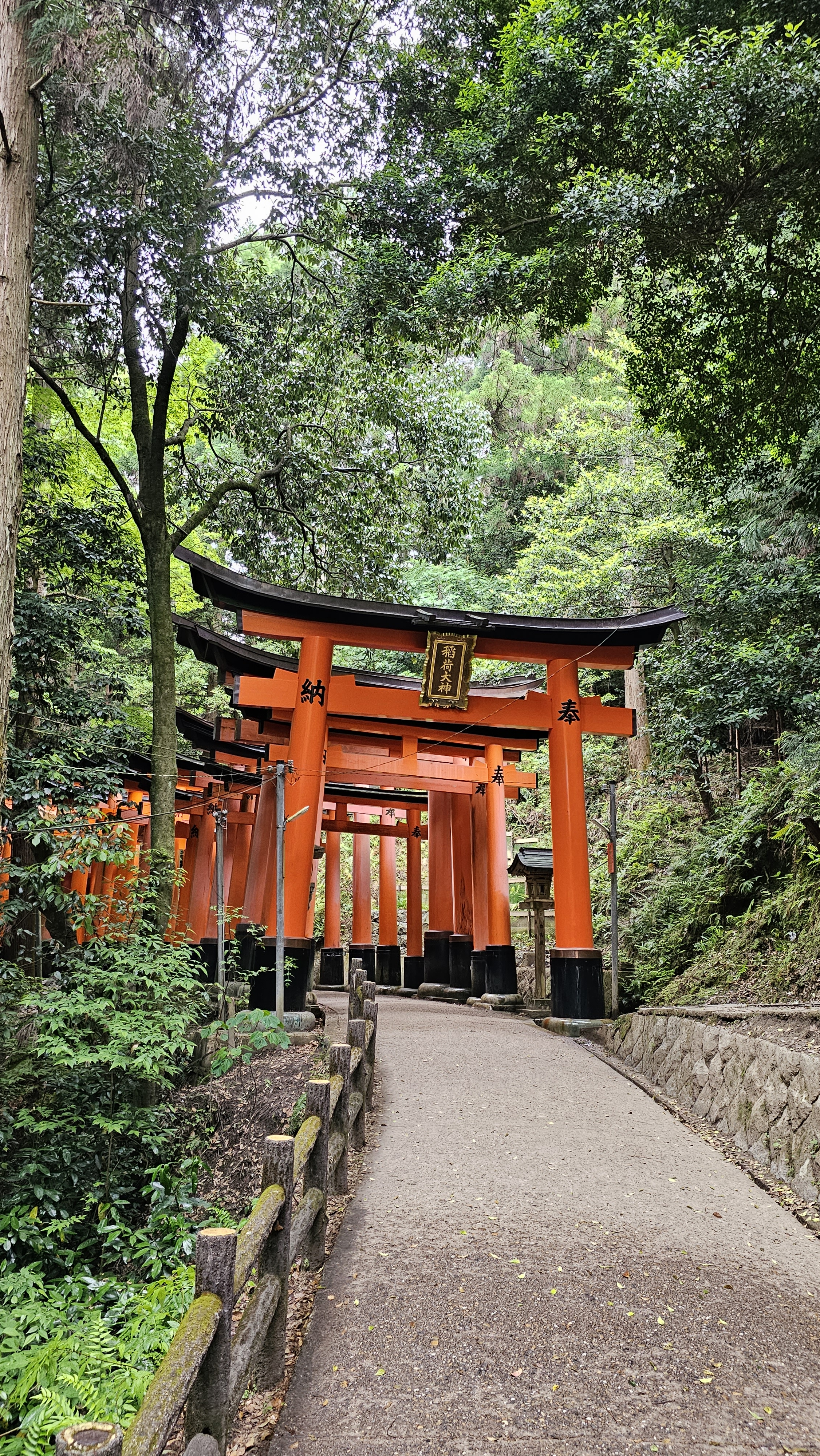
Fushimi Inari-Taisha, einer der Torii-Wege

Der Fushimi Inari-Taisha (jap. 伏見稲荷大社, auch bekannt unter dem Namen Oinari-san) ist ein Shintō-Schrein im Stadtbezirk Fushimi der Stadt Kyōto.
Er ist dem Kami Inari gewidmet und ist der Hauptschrein etwa eines Drittels aller Inari-Schreine in Japan. Er gehört zu den ältesten und bekanntesten Shintō-Schreinen in Kyōto. Darüber hinaus zählt er auch die meisten Besucher aller Shintō-Schreine in Japan, besonders zu Neujahr (vgl. Hatsumōde) und zum uma no hi im Februar, dem japanischen Tag des Pferdes, an dem der Schrein seit 708 das – von allen Inari-Schreinen begangene – Hatsu-uma-matsuri ausrichtet. Im Fushimi Inari-Taisha heißt es allerdings Hatsu-uma-tai-sha und dauert volle 21 Tage.
Besonders bekannt sind die Alleen aus Tausenden von orangen Torii auf dem Gelände des Fushimi Inari-Taisha, welche alle Spenden von Personen, Familien oder Unternehmen sind. Sie führen einen Hügel hinauf, auf dessen Spitze, ungewöhnlich für einen Shintō-Schrein, das Allerheiligste (in diesem Fall ein Spiegel) öffentlich einsehbar ist.
Der Fushimi Inari-Taisha gehört zu den wenigen Schreinen (tanritsu-jinja genannt), die nicht nach Kriegsende dem neu gegründeten Dachverband Jinja Honchō („Vereinigung der Shintō-Schreine“) beitraten.
Charakteristisch für alle Inari Schreine sind die Fuchsstatuen (Boten der Gottheit Inari), die meist rote Lätzchen um den Hals und den sogenannten Dharma-Schlüssel oder ein Wunschjuwel im Maul haben. Diese Gegenstände symbolisieren die magisch-religiöse Macht der Füchse.

## Legenden
Die Hügel, auf dem der Schrein liegt, sollen einmal einem Mann namens Kadata-ryūtoda („Drachenkopf“) gehört haben. Nach seinem Tod soll er in den Himmel aufgefahren sein. Der irdische Ort, an dem diese Himmelfahrt begann, ist ein Heiligtum im Fushimi Inari-Taisha und wird durch einen Zaun geschützt.
Ab dem Beginn der Geschichtsschreibung in Japan gehörten die Hügel dem mächtigen Hata-Klan. Dort soll der Legende nach im Jahr 711 einer aus dem Klan, ein Mann namens Hata-no-irogu (auch Hata-no-chōja-irogu), einmal auf der Jagd einige o-mochi (gedämpfte Reiskuchen) gefunden haben, von denen er einen an einen Baum hängte und mit einem seiner Pfeile durchbohrte. Darauf soll sich der Kuchen in einen Schwan (hakuchō) verwandelt haben und weggeflogen sein. Seit diesem Tage soll dann auch die Macht des rivalisierenden Kada-Klans stetig abgenommen haben.
Voller Reue soll sich Hata-no-irogu auf die Suche nach dem Schwan gemacht und ihn auf dem Gipfel der Sangamine-Spitze des Berges Inari gefunden haben. Dort begann er dann seine Verehrung der Kami Uka-no-mitama (unter dem Namen Uka-no-mitama-no-ōkami, 宇迦之御魂大神), Saruda-hiko (unter dem Namen Sada-hiko-no-ōkami, 佐田彦大神) und Ame-no-uzume (unter dem Namen Ō-miya-no-me-no-ōkami, 大宮能売大神). So soll der Fushimi Inari-Taisha entstanden sein, der bald kaiserliche Unterstützung erhielt. Hata-no-irogu wurde zu seinem ersten Oberpriester ernannt. Der restliche Klerus wurde aus Mitgliedern des Hata- und Kada-Klans rekrutiert, deren Ahnen ebenfalls in Nebenschreinen verehrt werden.

## Kami und Schreine
Diese drei Kami Ame-no-uzume, Saruda-hiko (dort auch u. a. bekannt unter den Namen Ō-tsuchi-nokami, Sada-hiko, Yachimata-no-kami, Sake-no-kami und Dōso-jin) und Uka-no-mitama-no-mikoto (dem Kojiki nach ein Sohn von Susanoo und Kamu-ō-ichi-hime; dem Nihongi nach jedoch ein Sohn von Izanami und Izanagi) werden der Tradition dieser Legende nach im Fushimi Inari-Taisha als Inari verehrt, den sie gemeinsam ausmachen. Sie werden dennoch in verschiedenen Schreinen auf drei verschiedenen Hügeln verehrt: Ame-no-uzume auf dem ersten Gipfel unter dem Namen Ō-miya-hime im Minami-no-za-no-kami-no-yashiro, Saruda-hiko auf dem zweiten Gipfel unter dem Namen Ō-da-no-mikoto im Kita-no-za-no-naka-no-yashiro und Uka-no-mitama auf dem dritten Gipfel im Mannaka-shimo-no-yashiro, worin ebenfalls die Nahrungs-Kami Ō-ge-tsu-hime-no-kami verehrt wird, die dem Kojiki zufolge eine der letzten Kinder von Izanami und Izanagi gewesen sein soll.
Im Jahr 1266 wurden zwei weitere Kami in den Schrein aufgenommen: Tanaka-no-ōkami (田中大神, „Der große Kami inmitten des Reisfelds“, wahrscheinlich nur ein anderer Name für Inari) und Shi-no-ōkami (四大神), der die Legende und den Kult um Kadata-ryūtoda begründet haben soll. Zusammen mit den anderen drei machen sie den großen Kami Inari-go-sha-dai-myōjin bzw. Inari-ō-kami aus. Im Jahr 1438 wurde den ersten drei Kami dann ein gemeinsamer Schrein am Fuße des Berges gewidmet und im Jahr 1821 bekamen die zusätzlichen zwei Kami eigene Schreine.
Ein Nebenschrein ist der Go-za-aiden, ein massha für den Kami Nyaku-ōji (ein Name für Fujiwara no Uona (721–783), Diener unter vier Tennō, von Shōmu bis Kōnin). Zudem existiert auch noch der Ise-no-ryō-gu-sha, in dem Amaterasu zusammen mit Uke-mochi-no-kami (der Jimmu-tennōs Armee mit Nahrung versorgt haben und laut Nihonshoki von Tsuki-yomi getötet worden sein soll) verehrt wird.

## Feste
Neben dem oben genannten Hatsu-uma-tai-sha existieren eine ganze Reihe weiterer Feste, die vom Fushimi Inari-Taisha ausgerichtet werden. Dazu gehören u. a.:
- Ō-yama-sai bzw. Ō-shime-hari am 5. Januar. Dazu werden Shimenawa an den sieben Stätten der Inari-Kami gehängt und Sake in hundert kleine Tontöpfe gegossen, die dann als Opfergabe am Altar im Gozen-Tal fungieren.

- Busha-sai bzw. Hōsha-sai am 12. Januar, für die Erneuerung der Gesellschaft. Zu diesem Anlass üben zwei Priester eine Zeremonie des Bogenschießens aus.

- Am 1. April findet um 11 Uhr ein Ritual statt, in dem 5 weißblühende und 5 rotblühende Kirschzweige arrangiert werden.

- Am Tag des Hasen (s. Chinesischer Kalender) im Mai werden Festlichkeiten im Zusammenhang mit verschiedenen buddhistischen Tempeln ausgerichtet. Wenn die fünf Mikoshi des Fushimi Inari-Taishas aus dem o-tabisho im Dorf Nishi-Kuyō zurückgebracht werden, machen sie traditionell am Tō-ji halt. Der Nishi Hongan-ji bringt dem Schrein Opfergaben aus Bronze.

## Galerie

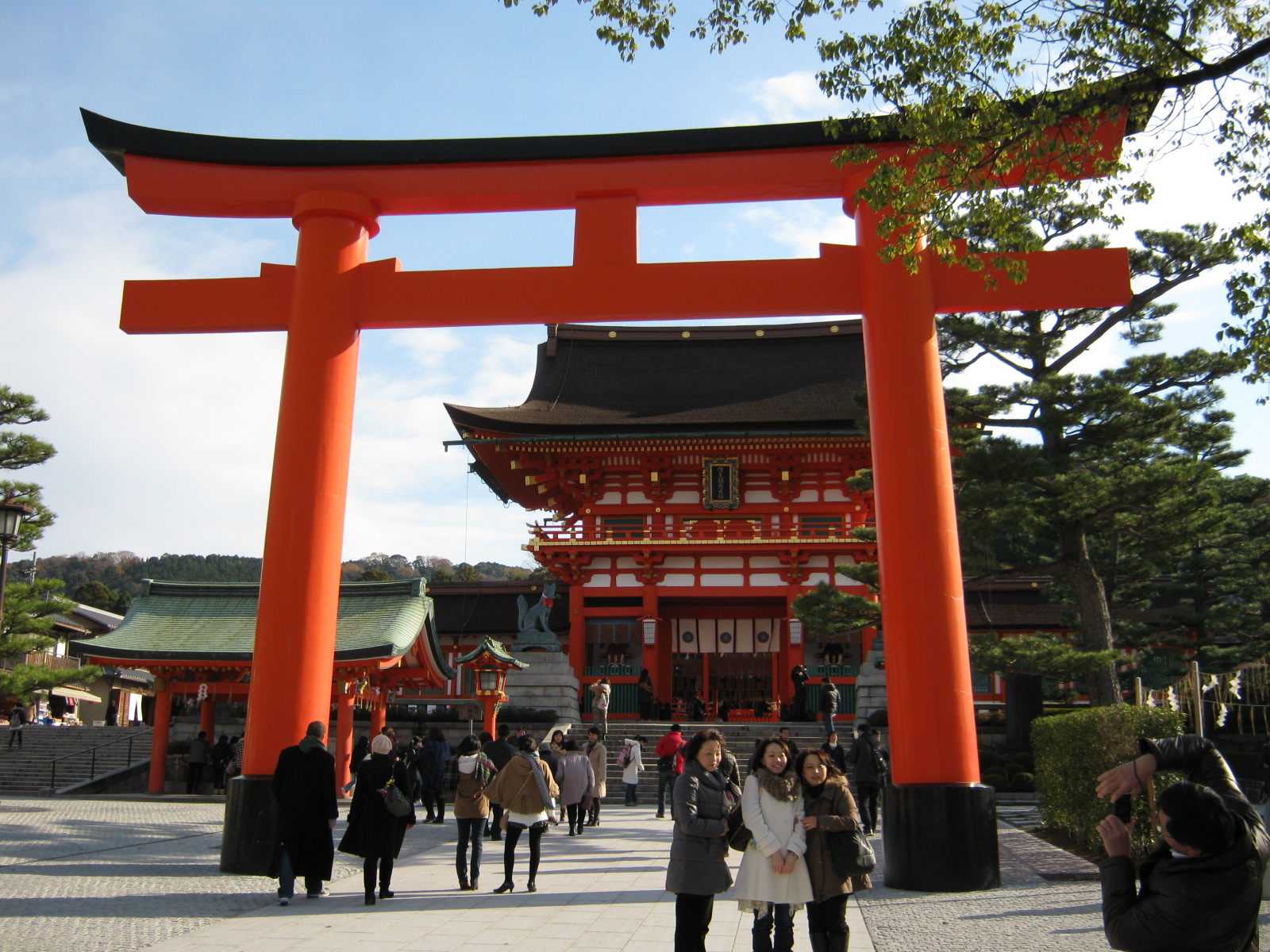
Eingangs-Torii
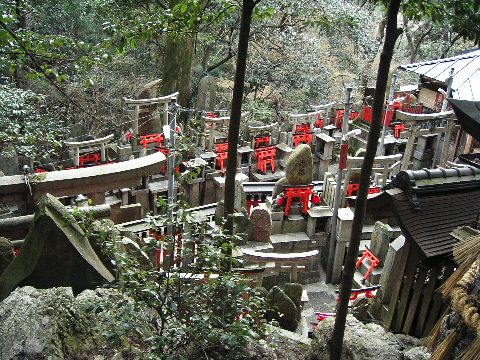
Friedhof auf dem Fushimi Inari-Taisha
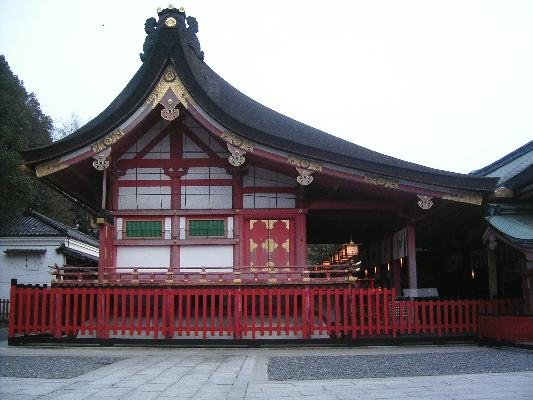
Die Haupthalle (honden)
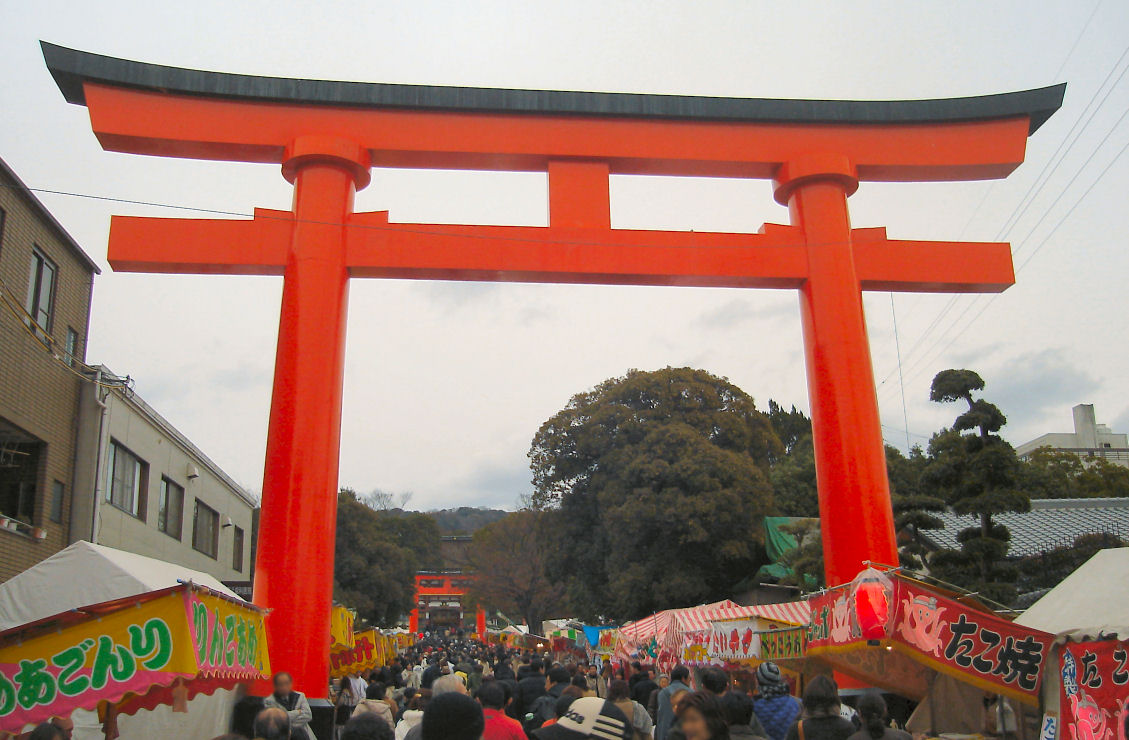
Massen von Gläubigen auf dem Schreingelände
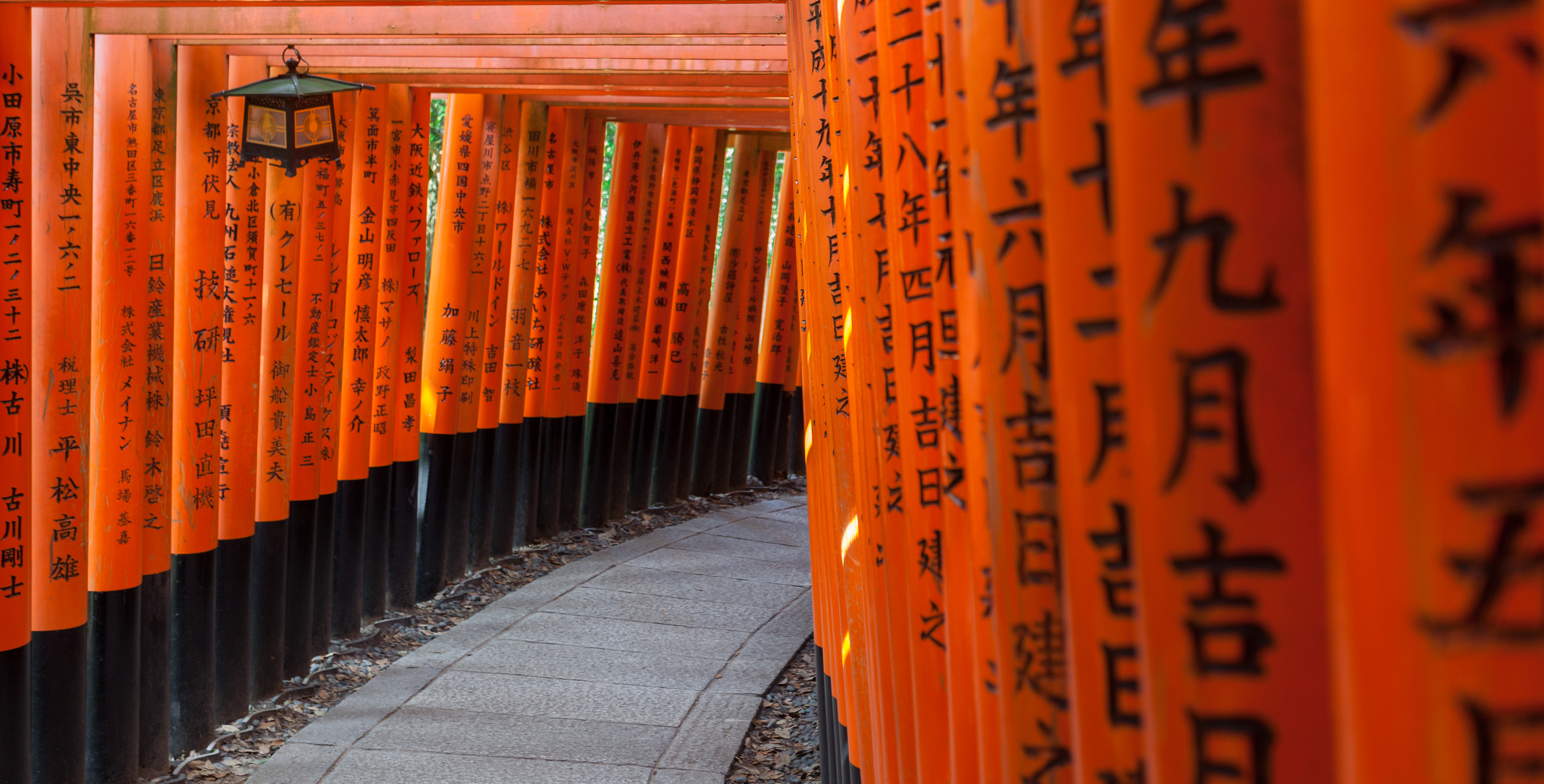
Torii
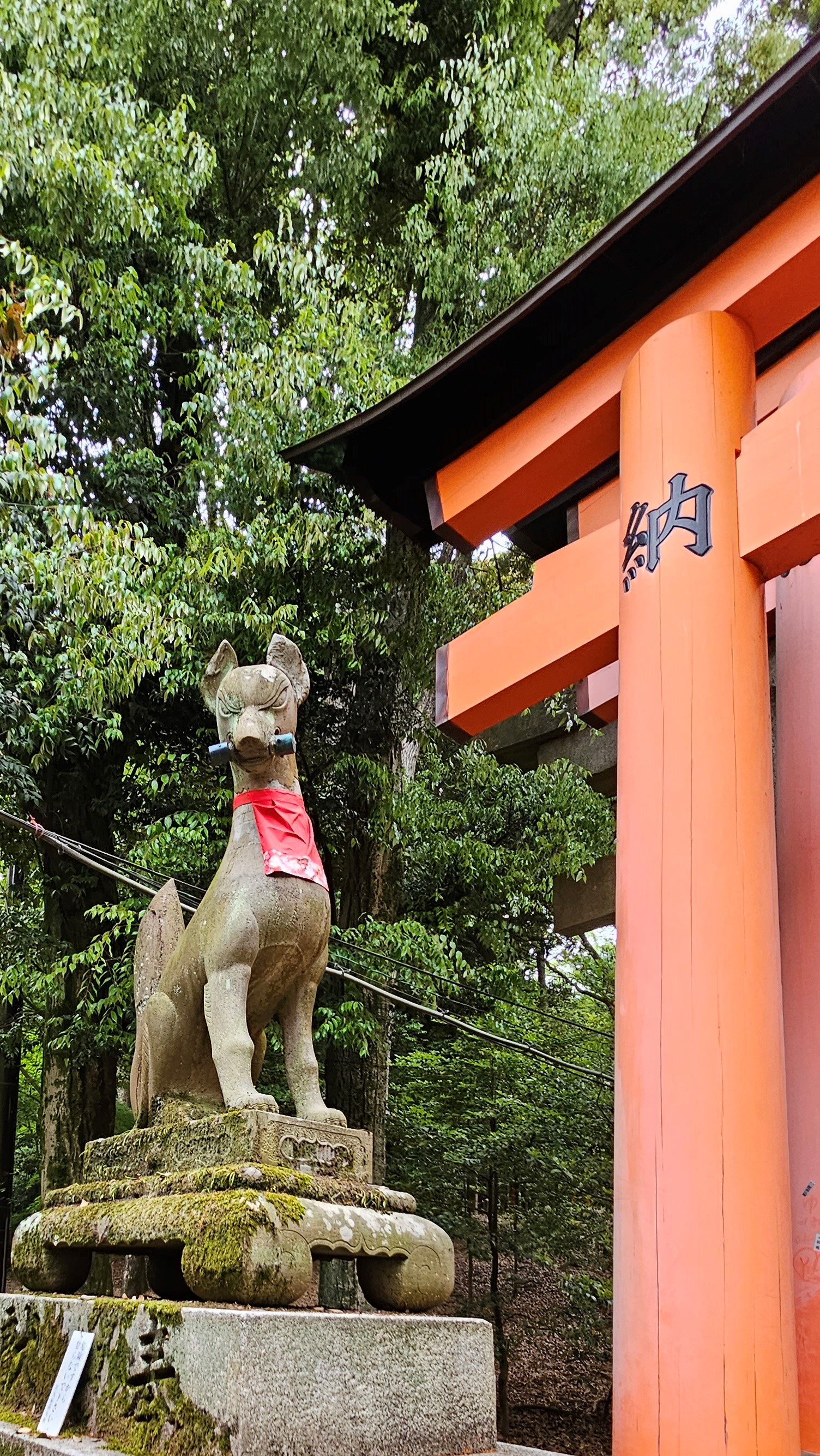
Fuchs, Fushimi Inari-Taisha